# Булка
Булка или невеста се нарича жена или девойка, която встъпва в брак или с други думи която се омъжва. Веднага след сватбата и сключването на брака, жената се нарича младоженка въпреки че в някои места е прието да се нарича така и преди сватбената церемония.
В европейската култура традиционното облекло на булката е бяла рокля с було, което се поставя на главата и обикновено покрива лицето, но не винаги. Счита се, че тази традиция се е наложила след сватбата на кралица Виктория. Тя се омъжва за Алберт Саксонски през 1840 г., и облича разкошна бяла сватбена рокля с ръчно шита дантела отгоре. Стилът е уникален и типичен за сватбените церемонии, така че тази рокля не може да се носи при друг повод. Извън западните традиции, в много страни булките носят национални костюми. До 19 век цветът на роклята варира според предпочитанията на булката и нейните финансови възможности.
През 21 век в България има тенденция за възобновяване на старите традиции и традиционните сватби според народните обичаи, когато булката е облечена в българска носия.

## Традиционни булчински рокли
Традиционните сватбени модели рокли се разделят на няколко стила или силуета, имащи различни предимства и съобразени със силуета. Оцветяването също е разнообразно. В сватбената мода освен бели има булчински рокли в бежово, кремаво, екрю или дори тофи. 

### Стил „Принцеса“ (Бална рокля)
Това е един от най-традиционните и харесвани модели. Този модел сватбени рокли е изключително популярен, въпреки непрекъснато променящите се тенденции. Горната част обикновено е корсет прилепнал по тялото, често бродиран с флорални шарки, допълнително декоративни пайети или кристали, блестящи във вечерната светлина. Долната част е пищна и широка, често с няколко слоя тюл или кринолин с обръчи, многослойни поли от тюл, стигащи до пода, задължително с разкроена кройка. Роклята има набиране на плата в талията, която е силно изразена и това я прави идеална за слабите фигури и тези с крушовидна форма на тялото (полата скрива всичко), а за ниските жени е по-рядко подходяща (по-големият обем на полата много често визуално скъсява фигурата). Такива рокли изглеждат много впечатляващо, моделират перфектно фигурата, придавайки ѝ талия и подчертават бюста, повдигайки го с корсет. Имат един недостатък – придвижването в тях може да бъде малко проблемно поради тяхната пристегнатост. Този силует е подходящ за високи и стройни дами и за жени с по-голям бюст. Моделът е особено подходящ за дами, които в горната част на тялото си са по-пищни отколкото в долната.

### Класически стил
Характеризират се с деликатен дантелен завършек, класически кръгли или лодка деколтета и три четвърти ръкави. Долната част обикновено е от деликатен материал, който стига до земята. Всички сватбени рокли които , но има един минус, с този модел трябва да имате безупречна фигура. Роклята е затворена, скромна, но в същото време ефектна, с гладко покритие и не отвлича вниманието от фигурата. Походяща е за булки, които не обичат екстравагантността и експериментите и залагат на класиката.

### Силует А
Това е силует с формата на буквата А – роклята е тясна горе, разширява се от гърдите или от кръста надолу, като образува триъгълна форма. Ширината на полата в долната част е такава, че платът да стои равно и гладко, без да се надипля. Линиите на полата са винаги чисти и без да са набрани, но има различни видове. Това е един от най-разпространените варианти за полà, тъй като подхождат на всеки тип тяло.

### Стил „Императрица“ („Ампир“)
Този тип рокли са създадени от дизайнерите на римския, египетски и гръцки стил. Роклята е свободна и характерна със своята завишена талия, съобразена със силует тип „трапец“ и къси ръкави тип „фенер“ или модели без ръкави.

### Стил „Ретро“
Такива рокли обикновено се характеризират с необичайни аксесоари и декорации, както и кройка. Те често се отличават със старомодни стоящи яки, бухнали ръкави или копчета, закопчани чак до врата. Използваните в тях дантели са с характерна бабина шарка, флорални и растителни мотиви. Цветовете на такива сватбени рокли обикновено са издържани в тонове екрю, бежово и мръсно бяло. Подчертават старомодния стил и са предназначени за жени, които обичат артикули, напомнящи за отминали времена. Изглеждат различно от всички останали, предлагани на сватбения пазар.

### Бляскави рокли
Булчинските рокли в този стил имат богата украса, често върху тях са пришити блестящи кристали. Тук няма ограничения, колкото повече блясък и декорации, толкова по-добре за този стил. Цветовете са предимно бели, но често можете да се намери бродерия в контрастни цветове на червено или тъмносиньо, което добавя елегантност. Подходящи са за дами, които искат да блеснат в сватбения ден.

### Стил „Русалка“ („Сирена“)
Името на този силует се определя от формата на полата. Този модел рокли са тесни по тялото, с пола разширяваща се под коленете. Тя подчертава линията на бедрата и съчетава класическия шик и умерената доза сексапил. Обикновено тези модели са с дълбоко изрязано деколте или гол гръб и дълъг шлейф. Тази рокля е чудесна за подчертаване на женствените извивки на тялото и отличен вариант за издължаване на тялото. В нея булката наподобавя русалка.

### Силует „По тялото“
Модерен, по-секси вариант на традиционната сватбена рокля, този силует се характеризира със слаб профил, който плътно следва извивките на тялото. Идеален вариант за слаби високи и ниски жени (самата форма придава дължина). Този силует не е подходящ за тези, които искат да прикрият някоя част от тялото си.

### Бохо стил
Булчинските рокли в бохо стил са характерни за последните години в сватбената мода. Характеризират се с ефирност, много лека материя, която приятно обгръща, но не стяга тялото. Дантелените мотиви не са рядкост в модела. Завършванията им обикновено са украсени с волани, ресни и дори пискюли. Те перфектно се съчетават с всички природни елементи, като кожени колани, венци от свежи цветя, както и градински партита. Този стил дава възможност да се съобрази булчинската рокля с фигурата, поради факта, че се използват рокли с лека, свободна кройка, най-често моделирани с презрамки и панделки. Доминиращият цвят е чисто бяло. Булките с рокля в бохо стил, също се асоциират с русалки.
- Традиционни булчински рокли
- Тип „Императрица“ („Ампир“)
- Тип „А“
- Тип „Сирена“
- Бална рокля с широк симетричен дантелен шлейф
- Дантелена с подплата
- С тънки горни презрамки
- С горни, странични презрамки и ръкавели
- Без презрамки
- С пищна и широка долна част и ръкавели
- С широки презрамки и ръкавели
- С тесен несиметричен плътен шлейф
- С дантелена горна част, къс ръкав и плътна несиметрична долна част
- С покрити рамене и къс ръкав
- С дълъг ръкав без деколте
- С дълъг ръкав и остро деколте
- Без ръкав, с шал

## Местни булчински облекла
- Руски булчински костюми от Воронежка губерния, 1870—1880 г.
- Якутска булка в традиционно облекло на кон
- Украинска булка – картина от Фьодор Кричевский (1910)
- Булка и младоженец в традиционни планински носии от Подхале, Полша
- Месхетинска турска булка (в центъра)
- Арменска булка на сватба
- Узбекска булка в национална носия (Ташкент)
- Китайска булка пристига на церемонията в сватбен паланкин
- Китайска булка от династията 
Цин (17 – 20 век)
- Японска булка в свадбено кимоно
- Булка от Малайзия
- Булка от Бангладеш
- Булка от ЮАР
- Нигерийска булка
- Кенийска булка 
(в центъра)
- Мароканска булка
- Арабска булка
- Американска булка в черно облекло 
от 19 век
- Булка от племето апачи
- Неварска булка (в центъра), 1941 г.